# Atdhe Nuhiu
Atdhe Nuhiu (ur. 29 lipca 1989) – kosowski piłkarz występujący na pozycji napastnika w Rheindorf Altach.